# Lepthyphantes beshkovi
Lepthyphantes beshkovi là một loài nhện trong họ Linyphiidae.
Loài này thuộc chi Lepthyphantes. Lepthyphantes beshkovi được miêu tả năm 1979 bởi Deltshev.